# Yabido
Yabido est une petite ville du Togo située dans la Préfecture de Bassar, dans la région de la Kara

## Géographie
Yabido est situé à environ 56 km de Kara,

## Vie économique
- Marché paysan tous les lundis
- Atelier de ferblanterie

## Lieux publics
- École primaire